# Шириевичи
Шириевичи (на сръбски: Ширијевићи) е село в Босна и Херцеговина, разположено в община Соколац, в ентитета на Република Сръбска. Намира се на 862 метра надморска височина. Населението му според преброяването през 2013 г. е 8 души, от тях: 8 (100 %) бошняци.

## Население
Численост на населението според преброяванията през годините:
- 1961 – 63 души
- 1971 – 75 души
- 1981 – 54 души
- 1991 – 43 души
- 2013 – 8 души